# Deventer
Deventer (anhörenⓘ) ist eine Gemeinde in der Provinz Overijssel (Niederlande); die Stadt Deventer ist der Hauptort in dieser Gemeinde.

## Orte der Gemeinde
Zur Gemeinde gehören neben der Stadt gleichen Namens u. a. die Dörfer Schalkhaar, Lettele, Okkenbroek, Linde, Diepenveen, mit einer mittelalterlichen Kirche und Bathmen.

## Lage und Wirtschaft

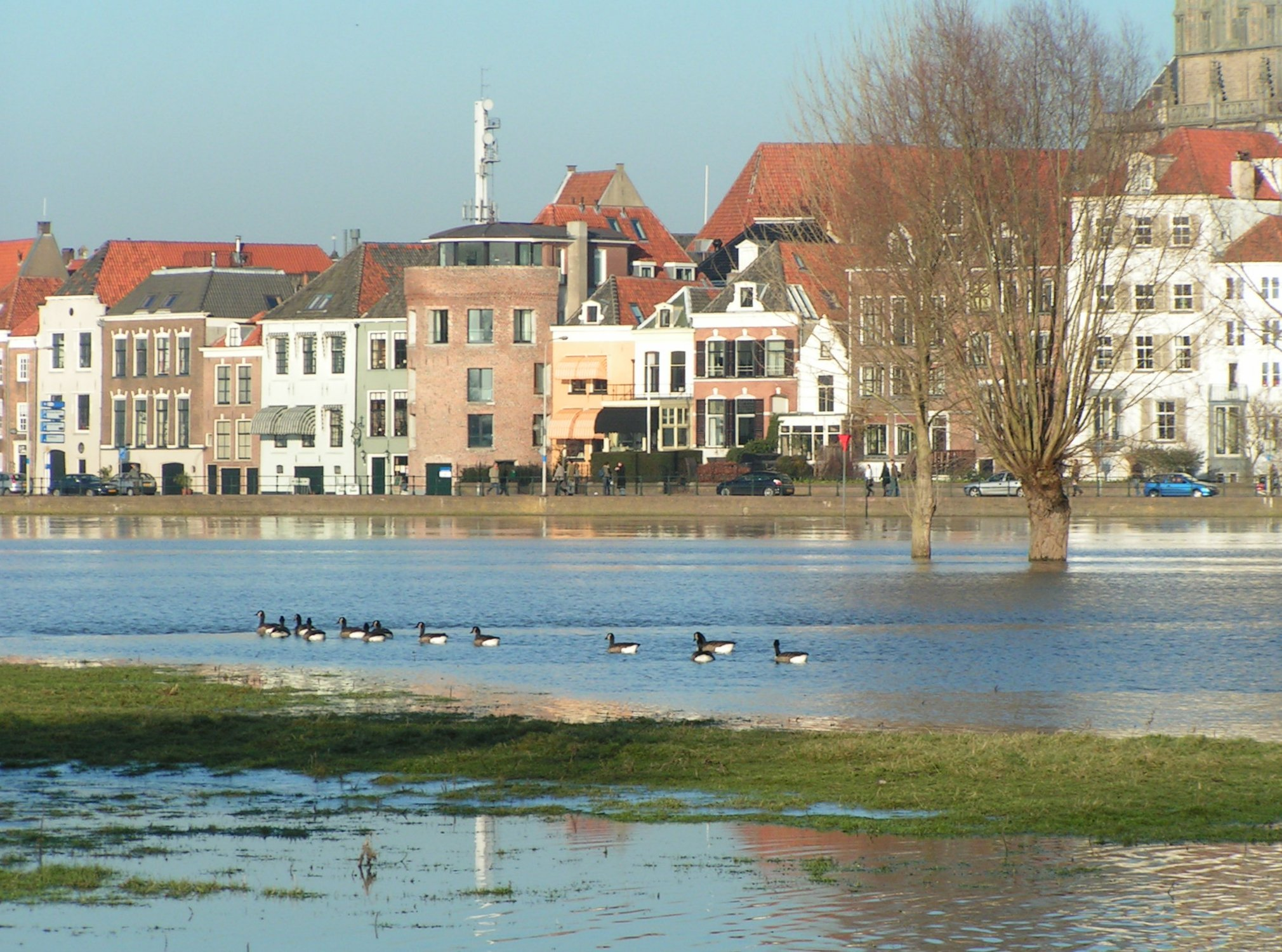
Winterliches Hochwasser in Deventer

Die Stadt liegt am Fluss IJssel. Bei Deventer überqueren die niederländische Autobahn A 1 von Amsterdam nach Hengelo sowie die Eisenbahnstrecke Apeldoorn–Deventer die IJssel. In Deventer gibt es einen kleinen Binnenhafen.
Die Wirtschaft Deventers ist geprägt von der Druck- und Verpackungsindustrie. Produkte aus Deventer sind z. B. Blechdosen und Kunststoffbecher. Weiter gibt es eine Fabrik für Heizkessel und viele kleinere Industrie- und Handelsunternehmen.
In Deventer gibt es einige Fachhochschulen, u. a. für Umwelttechnik. Der Konzern Dutch Solar fertigt hier im Auftrag verschiedener Photovoltaik-Unternehmen Solarzellen und Solarmodule. Trust Chem, ein chinesischer Hersteller von Spezialchemikalien, hat in Deventer seine europäische Niederlassung.

## Geschichte
Die Stadt Deventer, auf deren Grundgebiet schon vor Anfang des 4. Jahrhunderts Germanen lebten, wurde wahrscheinlich schon vor dem 8. Jahrhundert gegründet. Der angelsächsische Missionar Lebuin (= Liafwin – „lieber Freund“) soll dort 768 oder 769 eine Kirche erbaut haben, er starb um 775 in Deventer. Es gibt Historiker, die nun das 837 und 839 in den „Annales Bertiniani“ genannte „Hammolant“ und „Hamarlant“ mit Deventer gleichsetzen, weil dieser Ort wohl in der heutigen Gemarkung von Deventer lag. Ganz klar mit dem heutigen Ort gleichzusetzen ist das 877 bezeugte „Daventre“: Kaiser Karl der Kahle bestätigt der nordfranzösischen Abtei Saint-Bertin in Saint-Omer deren Besitz „in Daventre portu“. Der Ort an einer kleinen Anhöhe am Fluss IJssel war damals mit seinem Hafen („portu“) schon ein wichtiger Handelsplatz. Als die Wikinger den Ort im Jahr 882 auf ihren Raubzügen in den Rheinlanden zerstörten, wurde Deventer bald wieder aufgebaut und mit Erdwällen befestigt. 896 bestätigte König Zwentibold dem Bischof von Utrecht den Zehnten seines Fiskalbesitzes und dehnte das bischöfliche Zehntrecht auf Deventer und Tiel aus. Dieses erweiterte Zehntrecht bestätigte zwischen 919 und 931 König Heinrich I. Auch die Nachfolger des Sachsenkönigs haben sich mit dem Zehntrecht in Deventer befasst.

Karte von Deventer (um 1767)

Im 9. und 10. Jahrhundert war Deventer vorübergehend Sitz des Utrechter Bischofs. Eine Münze von hier aus dem 11. Jahrhundert findet sich im Münzfund von Sandur auf den Färöern. Die Stadt entwickelte sich zu einem wichtigen Knotenpunkt von Handelswegen und schloss sich der deutschen Hanse an. Vor allem der Handel mit Stockfisch aus Skandinavien war bedeutend. Im 15. Jahrhundert fand in der Stadt fünfmal im Jahr ein Jahrmarkt statt. Als im 16. und 17. Jahrhundert die Seewege über Holland immer wichtiger wurden und der Wasserpegel in der IJssel sank, so dass große Schiffe den Fluss nicht länger benutzen konnten, verlor die Stadt vorübergehend stark an Bedeutung. Im 18. Jahrhundert wurde eine Eisengießerei gegründet, und zwischen 1850 und 1930 wuchs die Industrie stark, um nach 1970 wieder an Wichtigkeit einzubüßen.
In der Zeit der Zugehörigkeit zum Französischen Staat war Deventer Hauptort des gleichnamigen Arrondissements im Département des Bouches-de-l’Yssel (Departement der IJsselmündungen). Nach 1815 war es bis nach dem Zweiten Weltkrieg eine wichtige Garnisonsstadt für u. a. Husaren und Kavallerie. Die ehemalige Kaserne am Rande der Innenstadt wurde 2012 zu einem Shopping-Center mit Kino („Boreel“) umgebaut.
Im Mai 1940 wurde Deventer (wie die gesamten Benelux-Staaten) von Wehrmacht-Truppen besetzt. Die in den 1930er Jahren erbaute Kaserne in Schalkhaar war von 1941 bis 1945 eine Ausbildungsstätte für „deutschfreundliche“ Polizisten; heute ist dort eine Asylbewerber-Auffanganstalt. Die von 1939 bis 1943 erbaute Wilhelminabrücke (benannt nach der damaligen Königin Wilhelmina) wurde 1944 und 1945 einige Male von britischen und amerikanischen Flugzeugen bombardiert. Dabei erlitt Deventer große Schäden. Am 10. April 1945 befreiten Truppen der 3. Kanadischen Division Deventer. Kurz zuvor sprengten Wehrmacht-Soldaten die Wilhelminabrücke. 1948 wurde diese Brücke wiedereröffnet.

## Politik
Die Lokalpartei Gemeentebelang gewann die Kommunalwahl am 16. März 2022 mit rund einem Fünftel aller Stimmen und konnte damit ihren Wahlsieg aus den Jahren 2014 sowie 2018 verteidigen.
Der Gemeinderat von Deventer setzt sich seit 1982 folgendermaßen zusammen:
| Partei                               | Sitze a | Sitze a | Sitze a | Sitze a | Sitze a | Sitze a | Sitze a | Sitze a | Sitze a | Sitze a | Sitze a |
| Partei                               | 1982    | 1986    | 1990    | 1994    | 1998    | 2002    | 2004 b  | 2010    | 2014    | 2018    | 2022    |
| ------------------------------------ | ------- | ------- | ------- | ------- | ------- | ------- | ------- | ------- | ------- | ------- | ------- |
| Gemeentebelang c                     | –       | –       | –       | –       | –       | –       | 5       | 4       | 7       | 7       | 9       |
| GroenLinks d                         | –       | –       | –       | 3       | 4       | 5       | 6       | 4       | 3       | 5       | 6       |
| PvdA                                 | 15      | 15      | 13      | 11      | 10      | 10      | 10      | 7       | 6       | 6       | 5       |
| D66                                  | 1       | 1       | 3       | 4       | 2       | 2       | 2       | 6       | 5       | 4       | 4       |
| VVD                                  | 6       | 4       | 4       | 5       | 7       | 6       | 4       | 5       | 4       | 6       | 4       |
| Deventer Belang e f                  | –       | 4       | 4       | 4       | 7       | 5       | 2       | 3       | 2       | 3       | 3       |
| CDA                                  | 8       | 7       | 7       | 5       | 5       | 6       | 5       | 4       | 3       | 2       | 3       |
| SP                                   | –       | –       | 0       | 0       | 1       | 2       | 2       | 2       | 4       | –       | 1       |
| ChristenUnie                         | –       | –       | –       | –       | –       | 1       | 1       | 1       | 2       | 1       | 1       |
| DeventerNu                           | –       | –       | –       | –       | –       | –       | –       | –       | 1       | 1       | 1       |
| DENK                                 | –       | –       | –       | –       | –       | –       | –       | –       | –       | 1       | 1       |
| Deventer Sociaal                     | –       | –       | –       | –       | –       | –       | –       | –       | –       | 1       | 1       |
| TROTS                                | –       | –       | –       | –       | –       | –       | –       | 1       | –       | –       | –       |
| GPV                                  | 0       | 0       | –       | –       | 1       | –       | –       | –       | –       | –       | –       |
| RPF                                  | 0       | –       | –       | –       | 1       | –       | –       | –       | –       | –       | –       |
| SGP                                  | –       | –       | –       | –       | 1       | –       | –       | –       | –       | –       | –       |
| Deventer Libertijnen                 | –       | –       | –       | 1       | 0       | –       | –       | –       | –       | –       | –       |
| Lijst Van der Vlist d                | –       | –       | 1       | –       | –       | –       | –       | –       | –       | –       | –       |
| Socialistische Alternatieve Politiek | –       | 0       | 1       | –       | –       | –       | –       | –       | –       | –       | –       |
| PSP                                  | 2       | 2       | 1       | –       | –       | –       | –       | –       | –       | –       | –       |
| PPR                                  | 2       | 2       | –       | –       | –       | –       | –       | –       | –       | –       | –       |
| CPN                                  | 1       | 2       | –       | –       | –       | –       | –       | –       | –       | –       | –       |
| Gesamt                               | 33      | 33      | 33      | 33      | 37      | 37      | 37      | 37      | 37      | 37      | 39      |

Anmerkungen

## Kulturelle Bedeutung
Die Gruppe Brüder vom gemeinsamen Leben oder Devotio moderna um Geert Groote, die viel Einfluss auf Religion und Philosophie hatte, entstand am Ende des 14. Jahrhunderts in Deventer und anschließend im Kloster Windesheim fünf Kilometer südlich von Zwolle. Deventer, wo schon 1477 von einem aus dem Kölner Raum eingewanderten Drucker namens Johannes aus Paffrath die ersten Bücher gedruckt wurden, war im Spätmittelalter ein Zentrum von Kultur und Wissenschaft von überregionaler Bedeutung. Die Lateinschule unter dem Rektor Alexander Hegius wurde u. a. von Erasmus von Rotterdam besucht. Das Athenaeum Illustre, ein Akademisches Gymnasium, existierte von 1630 bis 1878.
Der Maler und Kunstfälscher Han van Meegeren, der von 1930 bis 1945 Fälschungen von Vermeer-Bildern herstellte und verkaufte, wurde in Deventer geboren und ausgebildet. Sein Grab befindet sich auf dem Algemene Begraafplaats, Raalterweg 29 in dem Dorf Diepenveen, das zu der Gemeinde Deventer gehört.
Die verhältnismäßig starke türkische Minderheit verfügt seit 2003 über eine moderne Moschee, die auch für Integrationsprojekte und kulturelle Veranstaltungen in Zusammenarbeit mit den autochthonen Einwohnern der Stadt benutzt wird.
Für den Spielfilm Die Brücke von Arnheim wurde die Stadt und die Brücke als Kulisse genutzt. In Arnheim befanden sich zum Zeitpunkt der Dreharbeiten bereits modernere Bauten in der Nähe der Brücke, sodass Deventer für die Außenaufnahmen und Kampfszenen auf der Brücke optisch besser geeignet erschien.

## Sehenswürdigkeiten

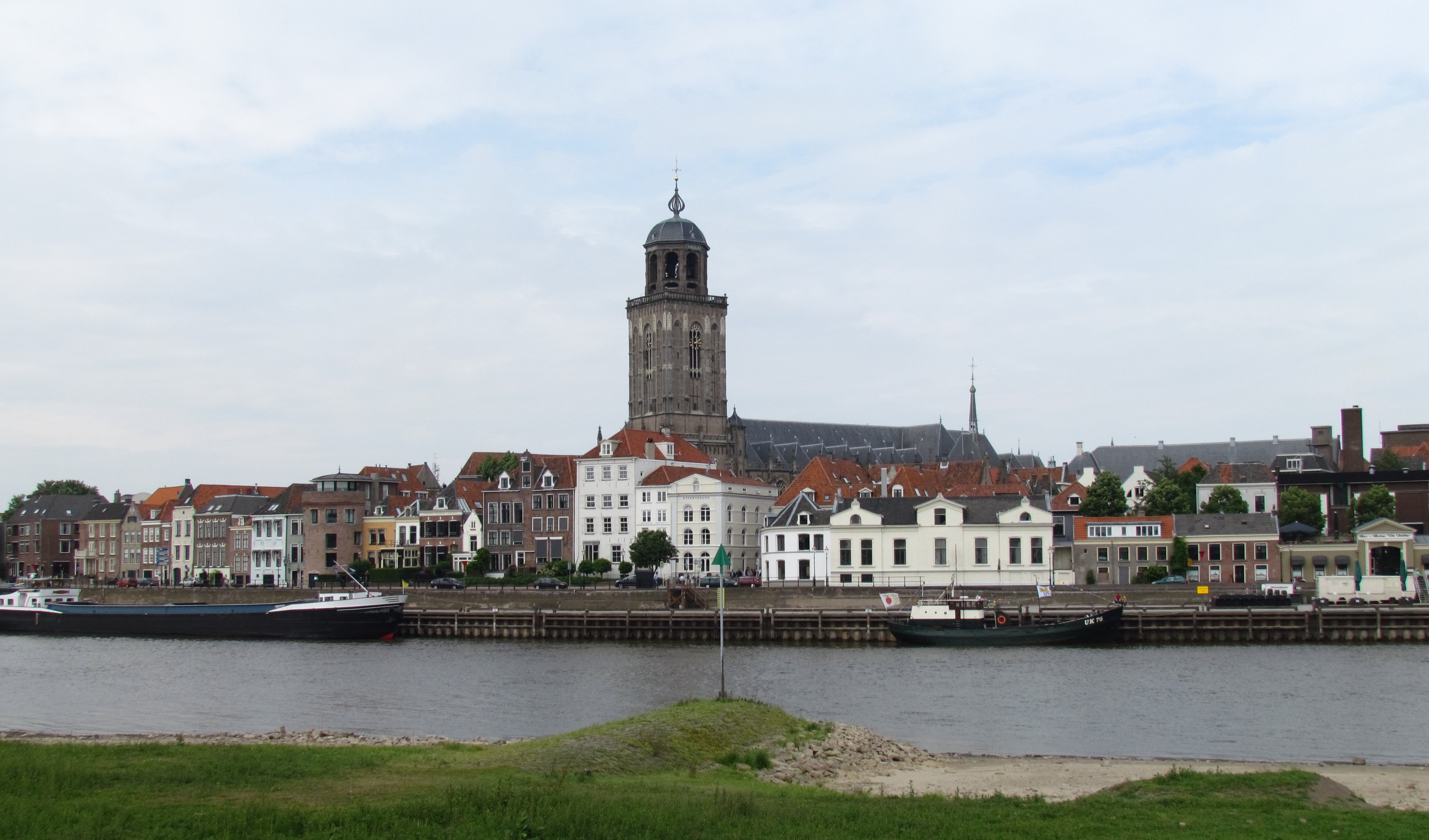
Stadtansicht von Deventer mit der Lebuinuskirche

In der historischen Altstadt fallen folgende historische Gebäude besonders auf:
- das Rathaus
- die Waag am Marktplatz namens Brink, 1545 erbaut, 2002 restauriert, jetzt Stadtmuseum;
- die Große oder Lebuinuskirche, mit hohem Turm, und
- die Bergkirche mit zwei Türmen, die sich im so genannten Bergviertel befindet.
- die Doopsgezinde Kerk mit einem Vorderhaus von 1588

Die beiden erstgenannten Kirchen stammen aus dem 13. Jahrhundert und haben innen Fresken. Die Bergkirche ist jetzt ein Museum für moderne Kunst. In der ehemaligen Synagoge wurde 1995 ein Erinnerungszentrum für Etty Hillesum eingerichtet.

## Bilder

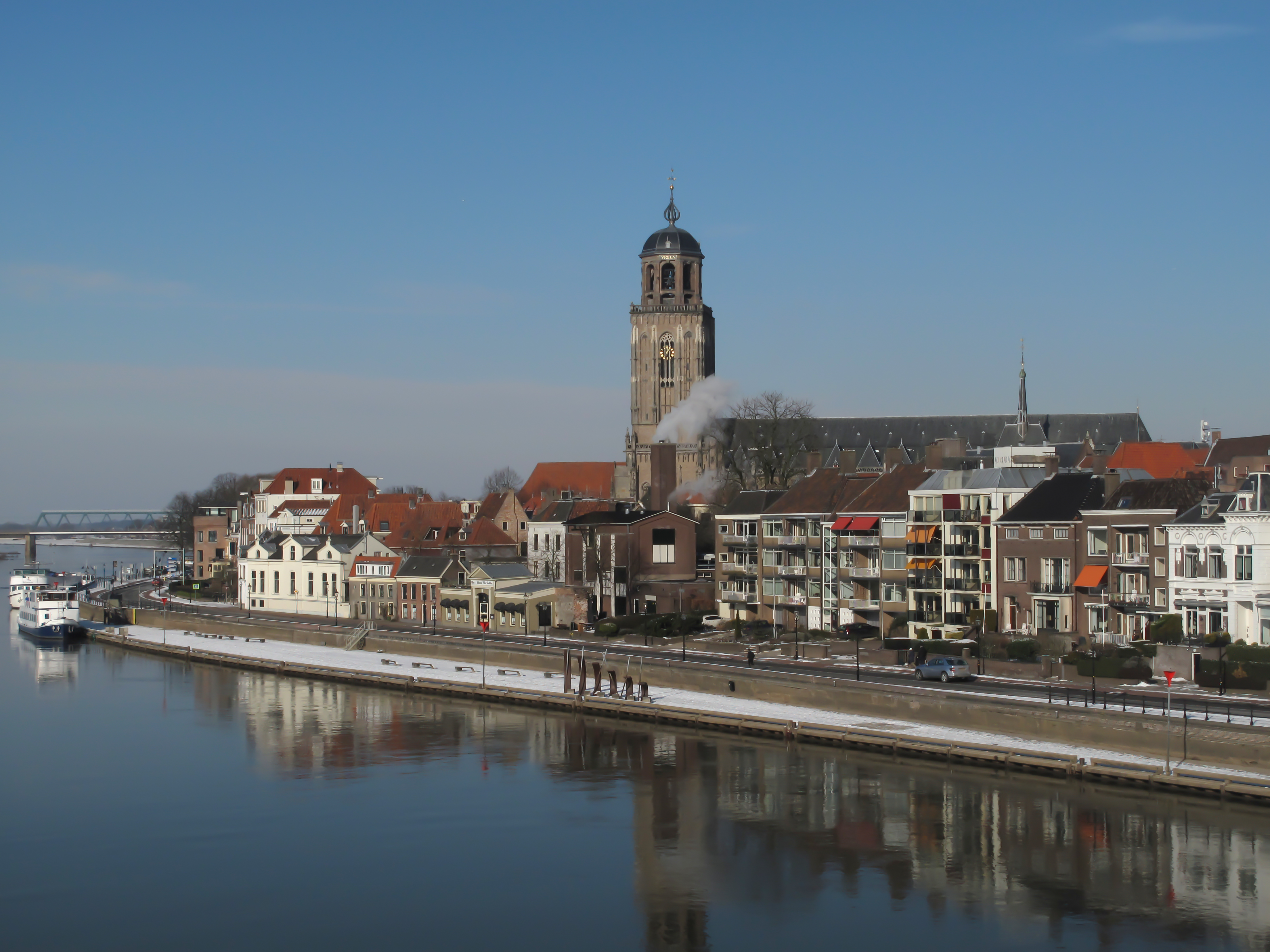
Deventer, die Stadt
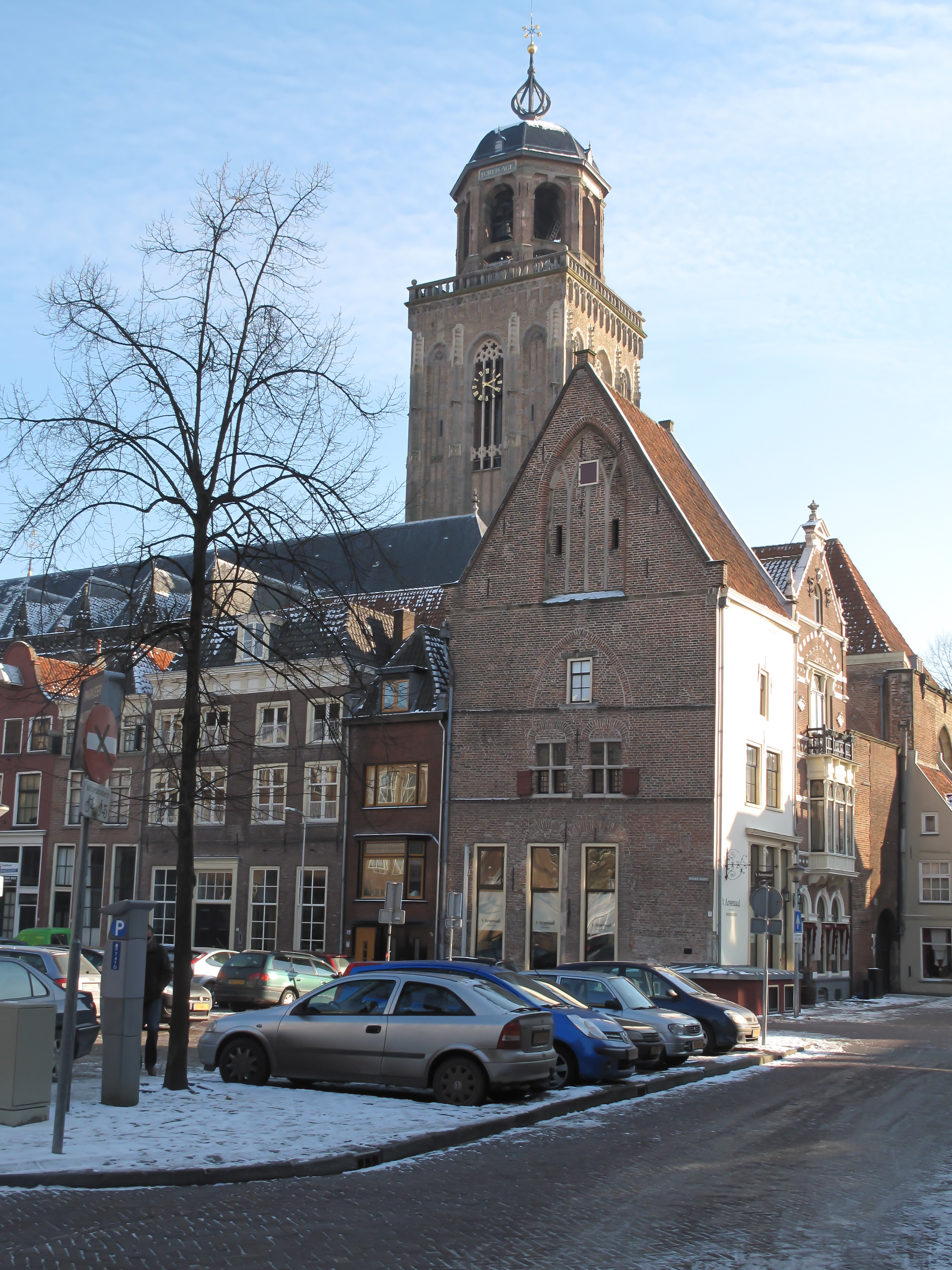
Deventer, Kirchturm der Lebuiniskerk
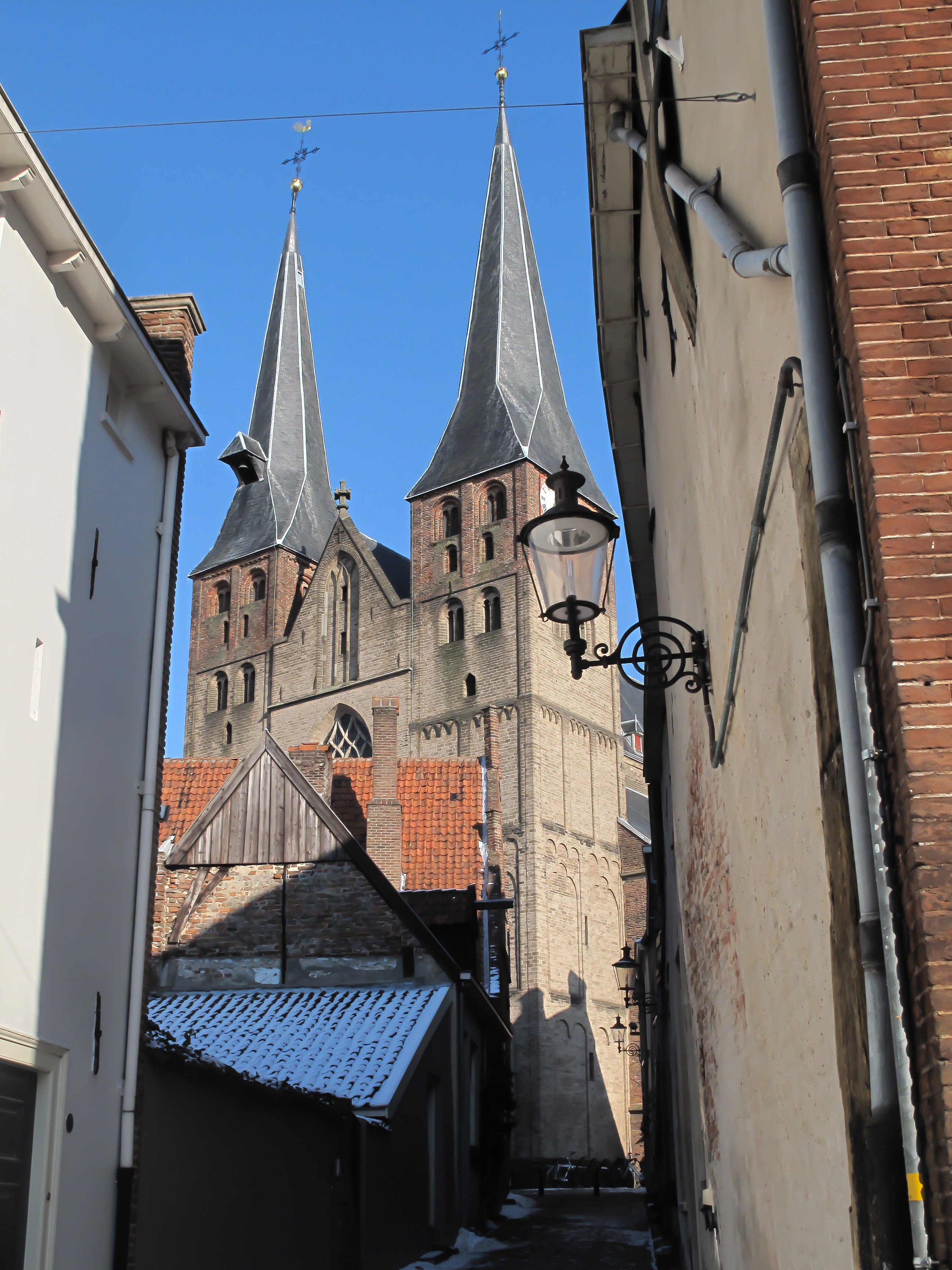
Deventer, Sint Nicolaaskerk oder Bergkerk
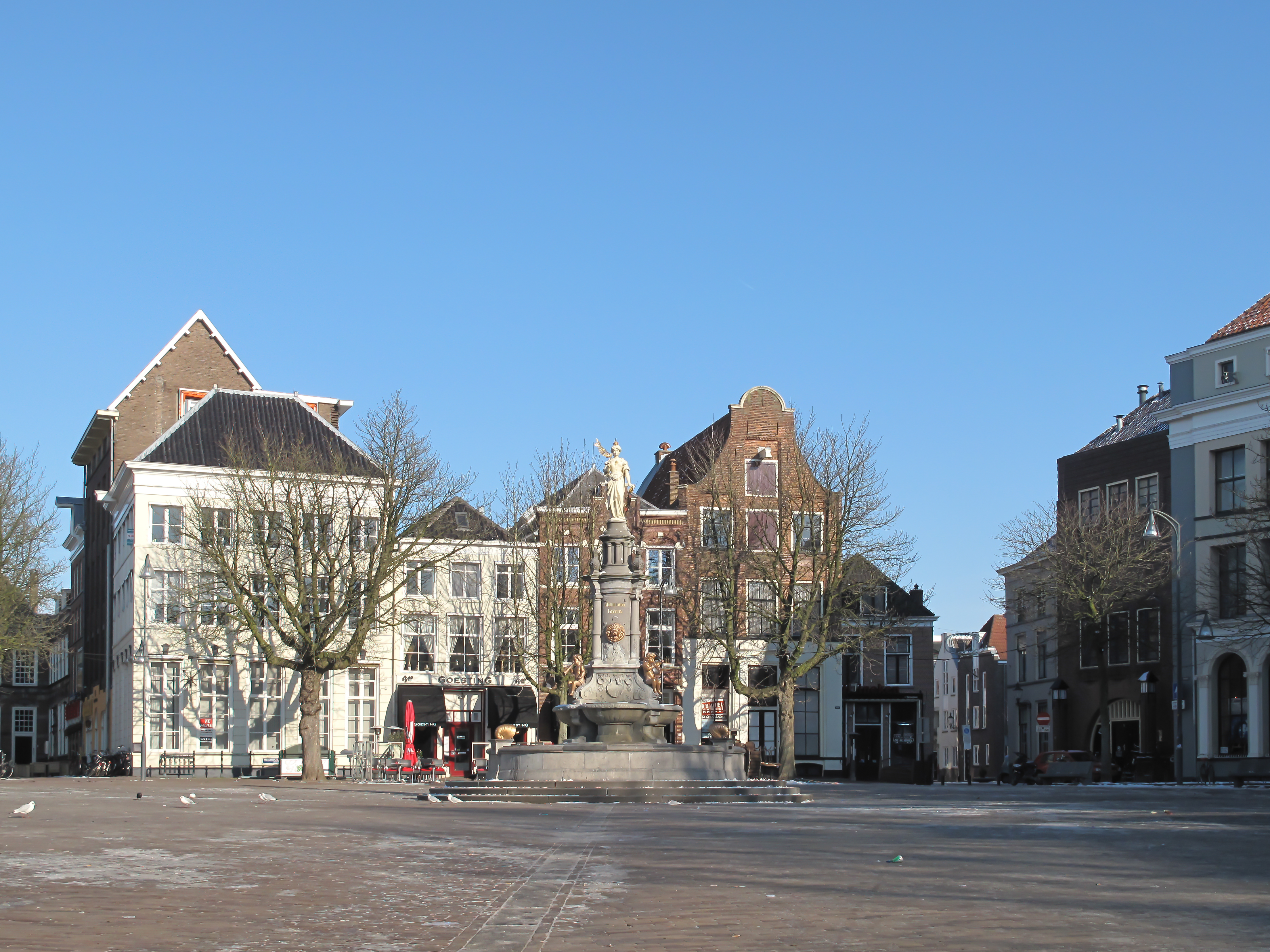
Deventer, Straße im Zentrum: de Brink
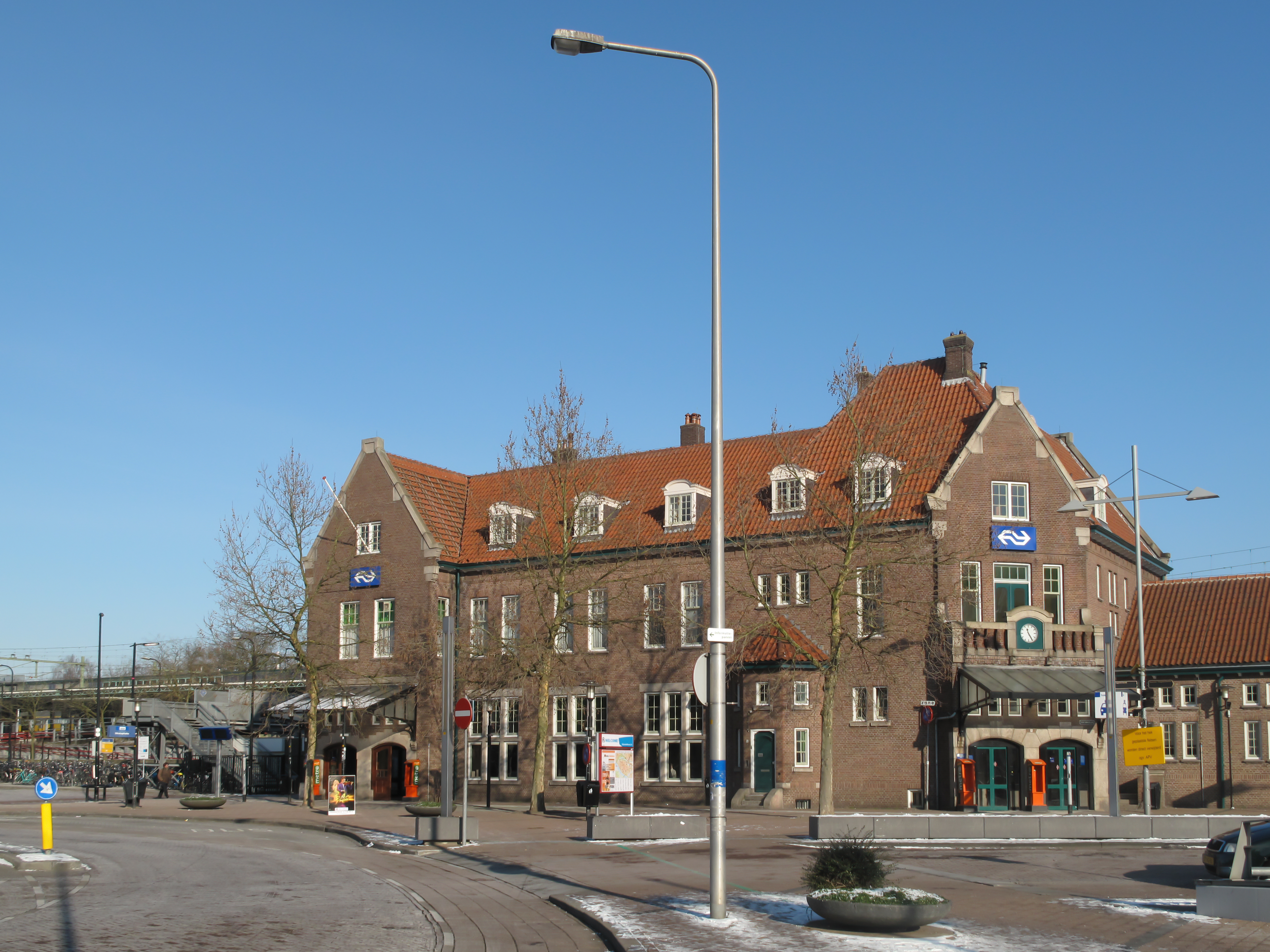
Deventer, Bahnhof
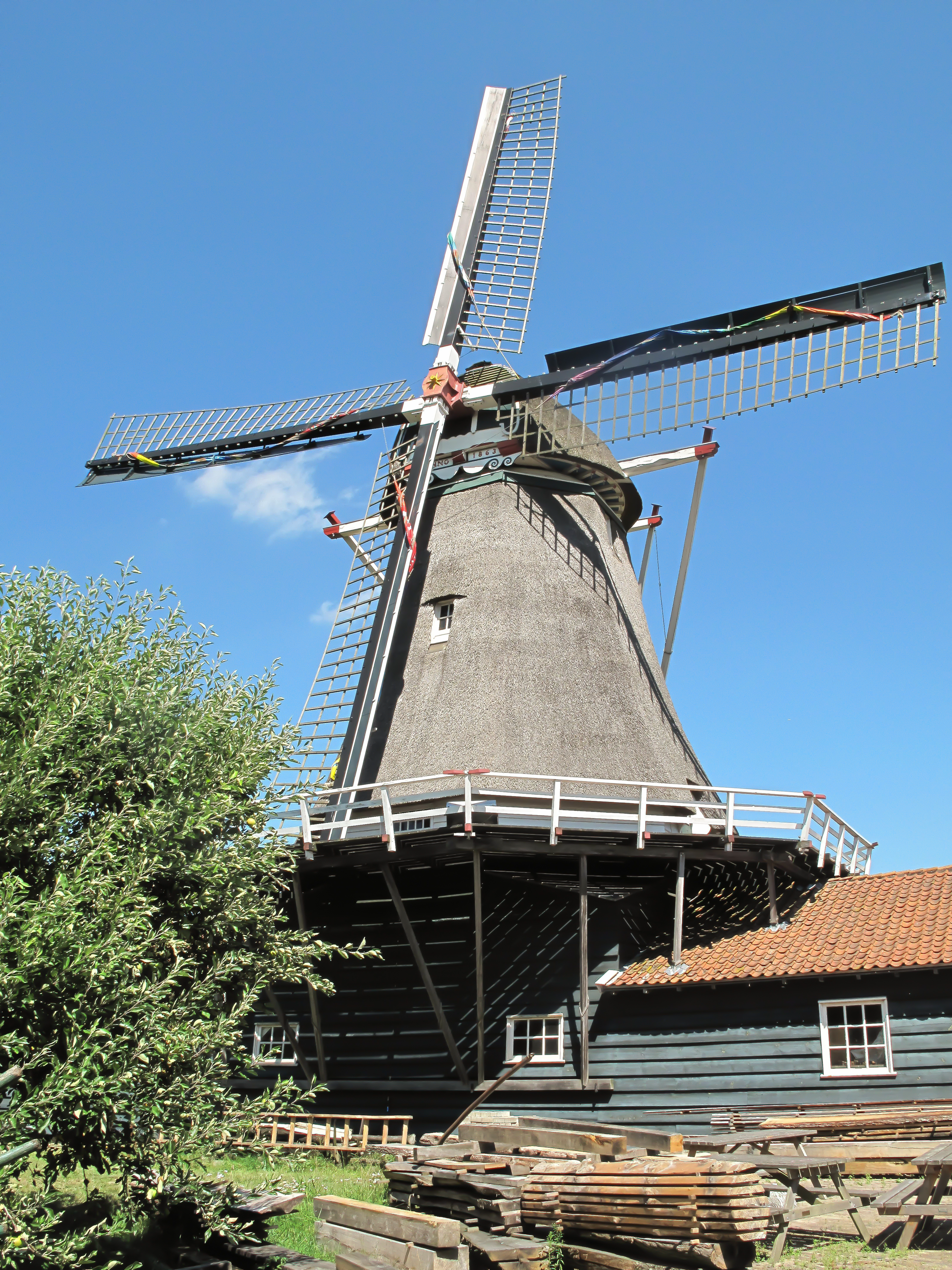
Deventer, Mühle: de Bolwerksmolen

## Sport
Ein bekannter Sportverein der Stadt ist der Profifußballverein Go Ahead Eagles, der nach langer Abwesenheit zwischen 2013 und 2015 wieder zwei Spielzeiten in der Eredivisie spielte. Zwischen 2017 und 2021 war der Klub in der Eerste Divisie vertreten, seit 2021 spielt er wieder in der Eredivisie.

## Regelmäßige Veranstaltungen
Jährlich findet am letzten Wochenende vor Heiligabend das viel besuchte (2005: 135.000 und 2006: 200.000 Zuschauer) Dickens-Festival (mit Weihnachtsmarkt) statt, wobei Szenen aus den Romanen des englischen Autors von Einwohnern des Bergviertels nachgespielt werden.
An einem Wochenende Anfang Juli wird jedes Jahr ein internationales Stelzenläufer-Theaterfestival gehalten (Deventer op Stelten).
Am ersten Sonntag im August ist das Ufer der IJssel Kulisse eines großen Büchermarkts. In Deventer findet freitags und samstags ein großer Markt statt. Der Markt am Samstag auf De Brink ist der am meisten besuchte und bietet die größte Auswahl.

## Persönlichkeiten

### Söhne und Töchter der Stadt
- Geert Groote (1340–1384), Theologe und Bußprediger
- Gozewijn Comhaer (um 1375–1447), Geistlicher
- Dymme van Rijsen (1390–1413), Ordensfrau und Subpriorin
- Geertruid van Rijsen (1397–1416), Ordensfrau
- Swene ter Poorten (vor 1399–1439), Ordensfrau
- Geertruid ter Poorten (vor 1399–1452), Ordensfrau
- Aleid ter Poorten (um 1399–1452), Ordensfrau
- Katharina van Rijsen (1402–1427), Ordensfrau
- Andreas Laer van Deventer (unbekannt–1502), Probst des Bordesholmer Augustiner Chorherrenstifts
- Jacob van Deventer (* um 1500; † 1575), Kartograf
- Lambert Ludolph Helm (1535–1596), Humanist, Dichter und Hochschullehrer
- Johannes von Deventer († 1554), Franziskaner, Kontroverstheologe
- Willem Amsinck (um 1542–1618), Tuchhändler, in Deventer geboren, ausgewandert nach Hamburg, Stammvater der hamburgischen Patrizierfamilie Amsinck
- Eberhard Bronchorst (1554–1627), Jurist und Hochschullehrer
- Aegidius Albertinus (1560–1620), barocker Schriftsteller und Übersetzer, Begründer der volkssprachlichen Literatur in Bayern
- Jan Pieterszoon Sweelinck (1562–1621), Organist und Komponist
- Philippus Rovenius (um 1574–1651), römisch-katholischer Bischof
- Johannes van Heeck (1579–nach 1616), Arzt, Astrologe und Alchemist
- Assuerus Matthisius (1583–1651), reformierter Theologe
- Taco van Glins (1619–1673), Rechtswissenschaftler
- Moritz von Limburg-Styrum (1634–1664), Adliger
- Johann Adam Reincken (1643–1722), niederländisch-deutscher Organist und Komponist
- Johann Arnold von Brand (1647–1691), deutscher Hochschullehrer, Jurist und Reiseschriftsteller
- Egbert Jan Greve (1754–1811), Orientalist und Theologe
- Harmen Jan van der Wijck (1769–1847), General und Landschaftsmaler
- Jan Constantijn Driessen (1790–1824), Chemiker und Mediziner
- Cornelius Johannes Themmen (1795–1888), Mediziner
- Aleida Budde (1800–1852), Malerin und Zeichnerin
- Wolter Robert van Hoëvell (1812–1879), Publizist
- Philippe Willem van der Sleyden (1842–1923), Politiker
- Willem van Vloten (1855–1925), Hütteningenieur
- Frederik Nachtweh (1857–1941), Maler, Zeichner und Aquarellist sowie Kunstpädagoge
- Jacob Derk Kobus (1858–1910), Agrikulturchemiker und Botaniker
- Carel Hendrik Theodoor Bussemaker (1864–1914), Historiker
- Paul Bodifée (1866–1938), Maler und Grafiker
- Han Hollander (1886–1943), Sportreporter
- Coen van Veenhuijsen (1886–1977), Stabhochspringer
- Han van Meegeren (1889–1947), Maler und Kunstfälscher
- Truus Schröder-Schräder (1889–1985), Architektin
- Lourens Gerhard Marinus Baas Becking (1895–1963), Botaniker und Mikrobiologe
- Jan Halle (1903–1986), Fußball-Nationalspieler
- Leo Halle (1906–1992), Fußball-Nationalspieler
- Cornelia Bosch (1925–1945), Widerstandskämpferin
- David de Wied (1925–2004), Mediziner, Endokrinologe und Hochschullehrer
- Berend Jan Udink (1926–2016), Manager und Politiker
- Willem Scholten (1927–2005), Politiker
- Jan Bruins (1940–1997), Motorradrennfahrer
- Barry Hulshoff (1946–2020), Fußballspieler
- Ineke Lambers-Hacquebard (1946–2014), Politikerin und Staatssekretärin
- Robert van Mackelenberg (* 1947), Schauspieler
- Guusje ter Horst (* 1952), Politikerin
- Bert van Marwijk (* 1952), Fußballspieler und -trainer
- Richard van Rijssen (* 1953), Diplomat
- Pieter Jan Brugge (* 1955), Filmproduzent
- Peter van den Brink (* 1956), Kunsthistoriker
- Tineke Hidding (* 1959), Leichtathletin
- René Temmink (* 1960), Fußballschiedsrichter
- Gertjan Verbeek (* 1962), Fußballspieler und -trainer
- Ron Dekker (* 1966), Schwimmer
- Harry Decheiver (* 1970), Fußballspieler und -trainer
- Koen Brack (* 1981), Fußballspieler
- Özcan Akyol (* 1984), Schriftsteller und Publizist
- İbrahim Halil Çolak (* 1988), niederländisch-türkischer Fußballspieler
- Bas Dost (* 1989), Fußballspieler
- Eefje Boons (* 1994), Leichtathletin
- Elis Ligtlee (* 1994), Bahnradsportlerin
- Fleur Savelkoel (* 1995), Volleyballspieler
- Derk Telnekes (* 1995), Dartspieler
- Sam Beukema (* 1998), Fußballspieler
- Emma Oosterwegel (* 1998), Leichtathletin
- Mats Egbring (* 2006), Fußballspieler

### Personen in Verbindung mit Deventer
- Etty Hillesum (1914–1943), Jüdin, starb in Auschwitz, siehe ihr Tagebuch und Vermächtnis Het verstoorde leven (Titel der deutschen Ausgabe: Das denkende Herz)
- Renate Vincken (1943–2013), Bildhauerin